# André Josset
André Josset (Párizs, 1897. április 24. – Párizs, 1976. október 19.) francia orvos, drámaíró, dramaturg.

## Művei
- Erzsébet, az elérhetetlen asszony (színdarab)
(magyarországi bemutató: Szeged, 1936. december 30.)
- Első szerelem (színdarab)

## Bibliográfia
- André Josset, Primo amore (Premier Amour a. m. Első szerelem), fordította G. V. Sampieri, a Lucio Ridenti által rendezett drámából, 28° Anno, N. 152, 1952 (olaszul)

## Filmográfia
- 1963 Le maître de Ballantrae (A ballantraei földesúr, tévéfilm-adaptáció)[3]
- 1963 Dernier amour (tévéjáték)[4]
- 1959 La pavane de Blois (tévéjáték)[5]
- 1958 ITV Play of the Week (tévésorozat) (Shadow of the Axe – Elizabeth – epizód)